# 呂維寧
呂維寧（16世紀—17世紀），或作呂惟寧，號肖山，山西平陽府翼城縣吴砦村人，明朝政治人物。

## 生平
萬曆四十年（1612年）中壬子科舉人，四十一年（1613年）成癸丑科進士，都察院觀政，四十四年初授中書科中書舍人，四十八年升礼部祠祭司主事，天啓元年調吏部验封司主事，二年調考功司，調文選司员外郎，本年给假。清介自持，苞苴不染。
崇祯元年（1628年）起考功司郎中，黜陟惟公，朝論以服。二年升太僕寺少卿，四年升正卿，五年养病。居鄉坦懷示人，無骄矜色，人雅重之。

## 家族
曾祖吕懃。祖父吕让。父吕阶。

## 引用
1. ↑  《萬曆四十一年癸丑科進士履歷》：吕维宁，肖山，易一房，丁亥九月二十五日生。翼城人，壬子鄉試四十七名，会试一百三十五名，三甲一百五十一名。都察院政，丙辰授中书，庚申升礼部祠祭司主事，辛酉調吏部验封司主事，壬戌調考功司，調文选司员外，本年给假，戊辰起考功司郎中，己巳升太仆寺少卿，辛未升正卿，壬申养病。
2. ↑  《翼城县志》